# Trish Stratus

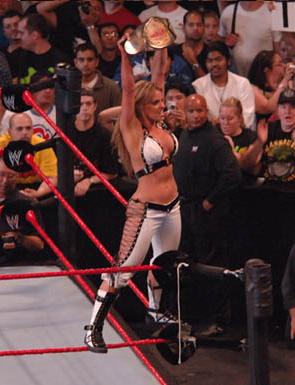
Trish Stratus

Trish Stratus, pe numele adevărat, Patricia Anne Stratigias (n. 19 decembrie 1975, Toronto) este un fost model fitness canadian. Stratus este mai cunoscută publicului pentru activitatea sa ca wrestler în promoția World Wrestling Entertainment, fiind prima și singura femeie din istoria WWF/E care a câștigat centura feminină WWE de șapte ori. Este de asemenea una din cele patru femei care au deținut vreodată centura WWE Hardcore Championship.
Este considerată, alături de Lita, una dintre cele mai importante femei din industrie. A influențat o multitudine dintre actualele atlete din WWE
În 2013 a fost adăugată în WWE Hall of Fame

## Palmares în WWF/WWE
- WWE Hardcore Championship (1 dată)
- WWE Women's Championship (7 ori)
- WWE Hall of Fame (Class of 2013)
- Babe of the Year (2001–2003)
- Diva of the Decade (2003)